# Klęskowo (Świelubie)
Klęskowo (kaszb. Klãskòwò) – część kolonii Świelubie w Polsce, położona w województwie pomorskim, w powiecie bytowskim, w gminie Kołczygłowy, na obszarze Parku Krajobrazowego Dolina Słupi.
W latach 1975–1998 Klęskowo administracyjnie należało do województwa słupskiego.